# Малий Вільял
Малий Вілья́л (рос. Малый Вильял, марій. Изи Вӱръял) — присілок у складі Новотор'яльського району Марій Ел, Росія. Входить до складу Масканурського сільського поселення.

## Населення
Населення — 20 осіб (2010; 33 у 2002).
Національний склад (станом на 2002 рік):
- лучні марійці — 100 %